# Alfred Šerko (speleolog)
Alfred Šerko (ur. 17 lutego 1910 w Monachium, zm. 7 września 1948 w Rašy) – słoweński speleolog.

## Życiorys
Syn Alfreda Šerki starszego. Studiował medycynę w Lublanie, Innsbrucku i Grazu. W 1934 roku otrzymał w Grazu tytuł doktora medycyny, przez kolejny rok odbywał staż w Lublanie. Był członkiem partii komunistycznej i w 1935 roku został internowany w Mitrowitz (dziś Sremska Mitrovica). Od 1936 do 1939 studiował geologię i geografię w Lublanie. W czasie II wojny światowej dostał się do niewoli i przebywał w obozach koncentracyjnych na terenie Włoch, po kapitulacji Włoch przyłączył się do partyzantki. Po wojnie kierował Instytutem Speleologicznym w Postojnie. Zginął od uderzenia pioruna podczas wycieczki do Istrii.
Już w czasach gimnazjalnych zainteresował się badaniem jaskiń. W 1938 został wybrany sekretarzem Słoweńskiego Towarzystwa Speleologicznego. Był autorem katalogu słoweńskich jaskiń, w którym opisał ich około 750. Na jego cześć nazwano część jaskini Najdena (Šerkova štirna) i przejście w jaskini Gradišnica (Šerkov rov). Jego prace były tłumaczone na angielski, niemiecki i francuski.

## Wybrane prace
- Barvanje parukadnic v Sloveniji. Geografski vestnik XVIII, ss. 125-139, 1946
- Kotlina Skocjan pri Rakeku. Geografski vestnik XX-XXI, ss. 195-202, 1949
- Alfred Šerko, Ivan Michler: Postojnska jama i druge zanimljivosti Krasa. Turistično podjetje Kraške jame Slovenije v Postojni, 1952
- Alfred Šerko, Michler Ivan (tłum. Slavo Klemenčič): The cave of Postojna and other curiosities of the Karst. Kraške jame Slovenije, 1953